# Yukari Kuzuya
Yukari Kuzuya (葛谷 由香里?, Kuzuya Yukari; Aichi, 29 settembre 1983) è una modella giapponese, eletta Miss Universo Giappone 2005.
In seguito ha rappresentato il Giappone a Miss Universo 2005 che si è tenuto a Bangkok in Thailandia.
Durante le settimane precedenti al concorso, Yukari Kuzuya era spesso citata dai fan del concorso come una delle favorite alla vittoria del titolo. Ciò nonostante, la modella giapponese non ha superato neppure la prima fase di eliminazioni del concorso. Molti hanno speculato sul fatto che la sua esclusione possa essere dipesa dalla scelta del vestito indossato nella sfilata in abito da sera.
Con il suo metro ed ottantatré centimetri di altezza, Yukari Kuzuya è stata la più alta rappresentante del Giappone ad aver preso parte al concorso.